# Holywell (Galles)

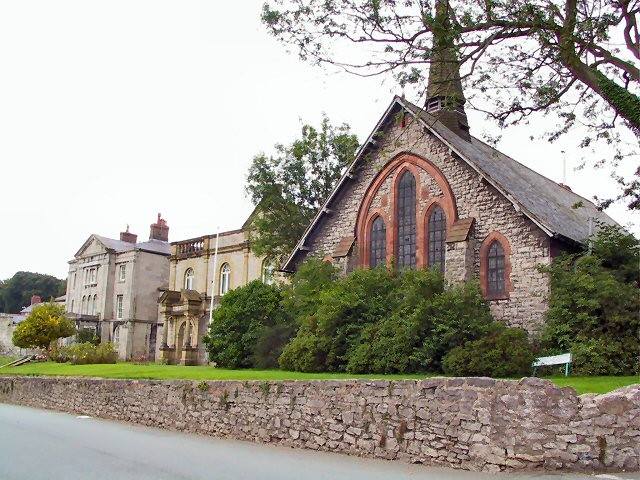
Cappella a Holywell

Holywell (in gallese: Treffynnon) è una cittadina di 9 800 abitanti del Galles nord-orientale, facente parte della contea di Flintshire  (contea cerimoniale: Clwyd) e situata lungo l'estuario del fiume Dee (qualche chilometro più avanti sfocia nella baia di Liverpool) e nell'area attorno al Greenfield Valley Heritage Park.

## Etimologia
Il toponimo Holywell significa letteralmente "fonte sacra" e deve il proprio nome alla fonte dedicata a Santa Winfreda del Galles, meta di pellegrinaggio considerata una delle "sette meraviglie" del Galles.

## Geografia fisica

### Collocazione
Holywell si trova tra le Rhyl e Queensferry (rispettivamente a sud-est della prima e a nord/nord-ovest della seconda), quasi di fronte alle città inglesi di Liverpool e a Port Sunlight (situate lungo la sponda opposta del fiume Dee).

## Società

### Evoluzione demografica
Al censimento del 2011, Holywell contava una popolazione pari a 9 808 abitanti. Nel 2001 ne contava invece 9 312, mentre nel 1991 ne contava 9 761.

## Architettura
Il centro storico di Holywell vanta una sessantina di edifici "classificati".

### Edifici e luoghi d'interesse

#### Basingwerk Abbey
Nei dintorni di Holywell, si ergono le rovine della Basingwerk Abbey, un'abbazia cistercense fondata nel 1131 probabilmente da Ranulf, signore di Chester.
|  |

#### Fonte di Santa Winfreda
Tra gli ex-possedimenti dell'abbazia, figura la fonte di Santa Winfreda (St Winifred's Well), menzionata come importante luogo di pellegrinaggio sin dal 1115.
|  |

#### Panton Place
Altro luogo d'interesse di Holywell è Panton Place, un complesso di 16 edifici costruito nel 1816 per Paul Panton Jr. (1758–1822), che fu sceriffo del Flintshire nel 1815.

## Sport
- Holywell Town Football Club, squadra di calcio[7]